# Adrenaline (album)
Adrenaline is Deftones' debuutalbum, uitgegeven in 1995 door Maverick Records. De hidden track op de cd, Fist, was geproduceerd door Ross Robinson.

## Tracklist
1. Bored (4:06)
2. Minus blindfold (4:04)
3. One weak (4:29)
4. Nosebleed (4:26)
5. Lifter (4:43)
6. Root (3:41)
7. 7 words (3:44)
8. Birthmark (4:19)
9. Engine no.9 (3:25)
10. Fireal (6:36)
11. Fist (3:35)

## Writing credits
Teksten door Chino Moreno

Muziek door Stephen Carpenter, Abe Cunningham, Chi Cheng en Chino Moreno

## Personeel
- Chino Moreno - Zang
- Chi Cheng - Basgitaar, zang
- Abe Cunningham - Drums
- Stephen Carpenter - Gitaar
- Terry Date - Productie, opnemen, mixen
- Ulrich Wild - Opnemen
- Tom Smurdy - 2e Assistent
- Ted Jensen - Mastering
- Victor Bracke - Albumcover foto
- Michelle Shuman - Fotografie
- Rick Kosick - Verdere fotografie
- Julia Carroll - Verdere fotografie
- Kim Biggs - Kunst regie